# ميشيل داف
ميشيل داف مواليد 13 ديسمبر 1939 في تورونتو، هو متسابق دراجات نارية كندي. نافس في سباقات بطولة العالم لفئة 500 سي سي ولفئة 350 سي سي ولفئة 250 سي سي ولفئة 125 سي سي ولفئة 50 سي سي. كما شارك في كأس جزيرة مان السياحية.